# Петшикі
Петшикі (пол. Pietrzyki, нім. Wiesenheim) — село в Польщі, у гміні Піш Піського повіту Вармінсько-Мазурського воєводства.
Населення — 78 осіб (2011).

## Демографія
Демографічна структура станом на 31 березня 2011 року:
|          | Загалом | Допрацездатний вік | Працездатний вік | Постпрацездатний вік |
| -------- | ------- | ------------------ | ---------------- | -------------------- |
| Чоловіки | 48      | 13                 | 31               | 4                    |
| Жінки    | 30      | 4                  | 20               | 6                    |
| Разом    | 78      | 17                 | 51               | 10                   |